# Babice (ort i Tjeckien, Zlín)
Babice är en ort i Tjeckien.   Den ligger i distriktet Okres Uherské Hradiště och regionen Zlín, i den östra delen av landet, 250 km öster om huvudstaden Prag. Babice ligger 182 meter över havet och antalet invånare är 1 754.
Terrängen runt Babice är platt åt sydost, men åt nordväst är den kuperad. Babice ligger nere i en dal.Runt Babice är det ganska tätbefolkat, med 111 invånare per kvadratkilometer. Närmaste större samhälle är Uherské Hradiště, 6,0 km söder om Babice. Trakten runt Babice består till största delen av jordbruksmark.